# Livat i parken
Livat i parken är en svensk fars från Vallarnas friluftsteater 2013, i regi av Lars Classon. Farsen hade premiär på friluftsteatern den 30 juni 2013, och efterföljande turné pågick från den 28 september 2013 till den 12 april 2014.
En upptagning av föreställningen släpptes på DVD den 11 juni 2014 och visades på TV4 den 22 augusti 2014.

## Handling
Året är 1985, då Åbackens folkpark skall nyinvigas och parkchefen Eivor har lagt hela ansvaret på sin assistent Richard, men hantverkarfirman som Richard anlitat har inte lyft ett finger vid renoveringen. Eivor får panik och måste avboka sångframträdandet av tyskan Brunhild Müller, men Frau Müller visar sig redan ha anlänt med tåget samma dag. Den anspråkslöse mannen Torsten dyker tidigt upp som påstår sig vara parkens rättmätige ägare, som han senare visas har köpt till sin fru Gunilla i födelsedagspresent.
Den nyutexaminerade och förvirrade fotografen Harald har kommit för att fotografera Frau Müller, och Conny Cash gömmer sig för polisen och letar samtidigt efter sin väska från ett bankrån han gömt i parkområdet.

## Medverkande
| Annika Andersson   | – Eivor Stark     |
| Stefan Gerhardsson | – Conny Cash      |
| Jojje Jönsson      | – Harald          |
| Siw Carlsson       | – Brunhild Müller |
| Tomas Hedengran    | – Torsten         |
| Sanna Ekman        | – Gunilla         |
| Pär Nymark         | – Richard         |